# قائمة مركبات الفضاء المسماة سبوتنك

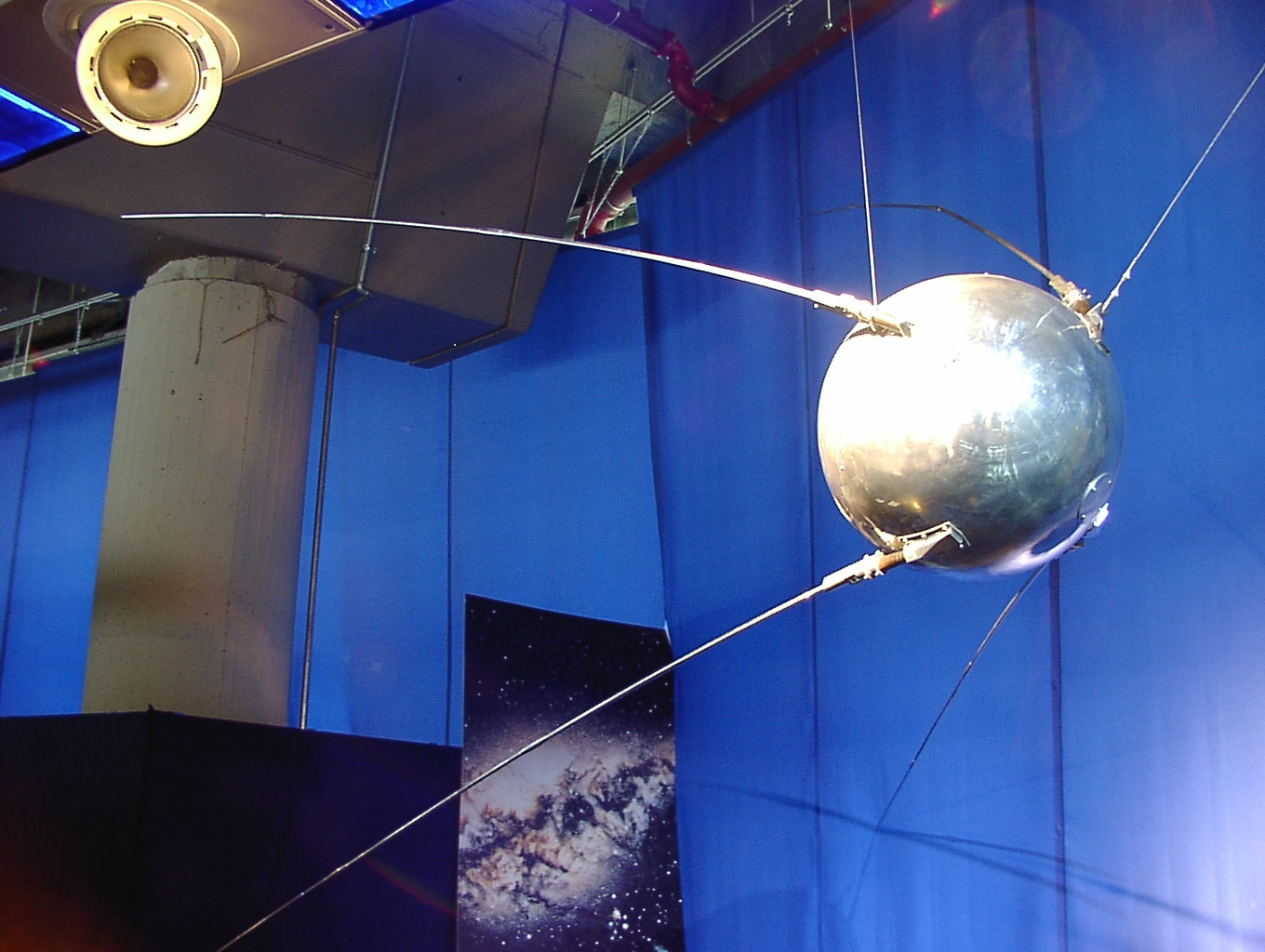
قمر سبوتنك

سبوتنك (Спутник ، الروسية تعني «الأقمار الصناعية» أو «زميل المسافر») هي مركبة فضائية أطلقت في إطار برنامج الفضاء السوفيتي. ويوجد منها عدة مركبات مثل «سبوتنك 1» و«سبوتنك 2» و«سبوتنك 3»، فقد كانت هذه الأسماء السوفيتية الرسمية لتلك المركبات، في حين أن التسميات المتبقية في السلسلة («سبوتنك 4» وما إلى ذلك) لم تكن أسماء رسمية، بل كانت أسماء مستخدمة في الغرب، وتشير إلى أشياء قد لا تكون أسماءها السوفيتية الأصلية معروفة في ذلك الوقت.

## المركبات الفضائية المسماة رسمياسبوتنك
- سبوتنك 1 ، وهو أول قمر صناعي يدخل إلى المدار، أطلق في 4 أكتوبر 1957
- سبوتنك 2، أول مركبة فضائية تحمل حيوانًا حيًا (الكلبة لايكا) إلى المدار، تم إطلاقها في 3 نوفمبر 1957
- سبوتنك 3، قمر صناعي أطلق للأبحاث في 15 مايو 1958

## مركبات فضائية بأسماء تحتوي علىسبوتنك
لكون كلمة «سبوتنك» هي المصطلح الروسي ل «القمر الصناعي»، ظهرت كلمة سبوتنك في أسماء المركبات الفضائية الأخرى:
- دنيبروبيتروفسك سبوتنك، سلسلة من الأقمار الصناعية للتطور العلمي والتكنولوجيا
- Istrebitel Sputnik ، "Fighter Satellite"، سلسلة من الأسلحة والأقمار الصناعية المضادة للأقمار الصناعية
- Tyazhely Sputnik ، «قمر صناعي ثقيل»، فشل مسبار الزهرة.
- Upravlyaemy Sputnik ، «القمر الصناعي القابل للتحكم»، سلسلة من أقمار مراقبة المحيطات والكشف عن الصواريخ
  - US-A ، أقمار مراقبة رادار المحيط تعمل بالطاقة النووية
  - US-K ، الأقمار الصناعية لاكتشاف الصواريخ
  - US-KS ، الأقمار الصناعية لاكتشاف الصواريخ الأرضية
  - US-KMO ، الأقمار الصناعية الحديثة لاكتشاف الصواريخ الأرضية
  - US-P ، أقمار صناعية لمراقبة المحيطات
  - US-PM ، الأقمار الصناعية الحديثة لمراقبة المحيطات

## مركبات فضائية تسمى «سبوتنك» في الغرب
يتم سرد هذه المركبات بأسمائها السوفيتية الرسمية:
- سبوتنك 4 - كورابل سبوتنك 1
- سبوتنك 5 - كورابل سبوتنك 2
- سبوتنك 6 - كورابل سبوتنك 3
- سبوتنك 7 - تيازيلي سبوتنك
- سبوتنك 8 - فينيرا 1
- سبوتنك 9 - كورابل سبوتنك 4
- سبوتنك 10 -كورابل سبوتنك 5
- سبوتنك 11 - كوزموس 1
- سبوتنك 12 - كوزموس 2
- سبوتنك 13 - كوزموس 3
- سبوتنك 14 - كوزموس 4
- سبوتنك 15 - كوزموس 5
- سبوتنك 16 - كوزموس 6
- سبوتنك 17 - كوزموس 7
- سبوتنك 18 - كوزموس 8
- سبوتنك 19 - فينيرا 2MV-1 رقم 1
- سبوتنك 20 - فينيرا 2MV-1 NO.2
- سبوتنك 21 - Venera 2MV-2 No.1
- سبوتنك 22 - المريخ 2MV-4 رقم 1
- سبوتنك 23 - المريخ 1
- سبوتنك 24 - المريخ 2MV-3 رقم 1
- سبوتنك 25 - لونا رقم 6

## مركبات فضائية تحمل اسم سبوتنك 1
- سبوتنك 40
- سبوتنك 41
- سبوتنك 99